# ShellShock Live
ShellShock Live ist ein Mehrspieler-Artillery-Spiel, das vom südkalifornischen Ein-Mann-Studio kChamp Games entwickelt und zunächst als Flash-Spiel, seit 2015 als eigenständige Software für PC, Spielkonsolen und Smartphones veröffentlicht wurde.
Bis zu acht Spieler steuern Panzer in einer 2D-Landschaft aus einer Seitenansicht. Sie zielen und schießen auf die gegnerischen Panzer, um sie mit ihren eigenen in Team- oder Alle-gegen-alle-Matches zu besiegen. Zum Schuss muss die Flugbahn des Projektils durch Einstellen des Winkels und der Feuerstärke festgelegt werden. In den acht Spielmodi Deathmatch, Punkte, Assassin, Juggernaut, Rebound, Charge, Marksman, Shoccer und Vortex stehen über 400 freischaltbare Waffen zur Auswahl. Das Spiel bietet auch statische und kosmetische Upgrades für Spielerpanzer und seine Karten.
Das Spiel erschien zunächst am 11. März 2015 über Steam im Early Access für Windows, macOS und Linux. Am 8. März 2019 wurde es für Xbox One und am 13. September desselben Jahres für PlayStation 4 veröffentlicht. Die Vorabphase der PC-Version endete im Mai 2020. Im Mai 2022 folgten Umsetzungen für iOS und Android.
ShellShock Live bleibe dem klassischen Artillery-Genre treu und implementierte diverse moderne Verbesserungen des Spielprinzips. Insbesondere der große Spielumfang in Form von Karten, Spielmodi und verschiedenartiger Waffen wird hervorgehoben. Eine geringe Spieldauer und niedrige Einstiegshürde lade zu kurzweiligen Gelegenheitsspielen ein.